# مينا مزجج

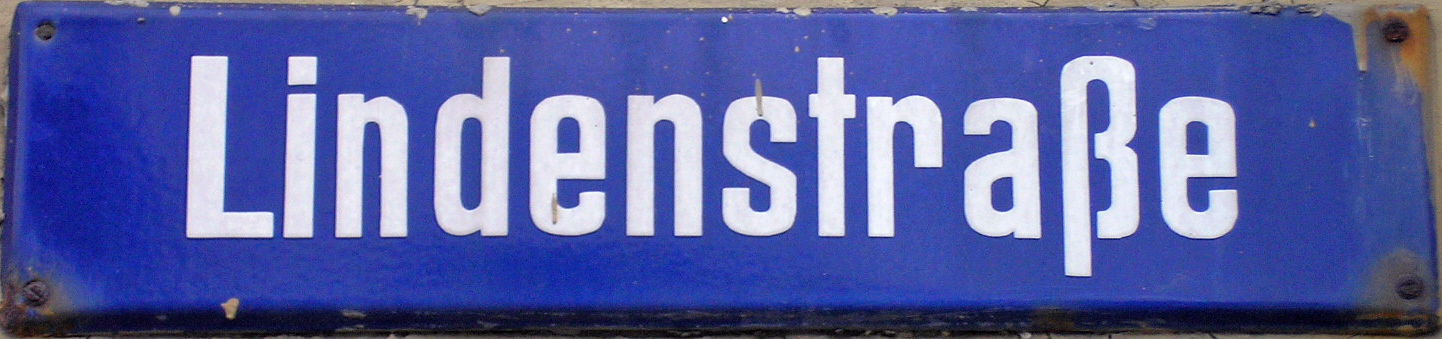
لافتة عرض اسم شارع في ألمانيا مكتوبة بأسلوب المينا المزجج

المينا المزجج (والذي يعرف أحياناً باسم مينا البورسلان) مزيج مركب من عدة مواد لاعضوية، غالباً من السيليكات والأكاسيد والتي تصهر لدرجات عالية تصل إلى نحو 900 °س ثم تسكب على ركازة من معدن أو زجاج، وذلك ضمن شكل معيّن ذو بريق خاص. تُسمى هذه الحرفة التميين وتعني حرفة التمويه بالمينا، ويُسمَّى محترفها الميناوي.
تعد تقنية المينا المزجج إحدى الصناعات التقليدية القديمة والتي استعملت في صناعة الأواني والمجوهرات والفنون التشكيلية.

## التركيب
يتركب المينا المزجج عادة من مزائج أملاح لا عضوية، والتي غالباً ما تكون أكاسيد السيليكون SiO2 والبورون B2O3 والصوديوم Na2O والبوتاسيوم K2O والألومنيوم Al2O3. تضاف أكاسيد التيتانيوم TiO2 والزركونيوم ZrO2 والموليبدنوم MoO3. من أجل تثبيت المينا المزجج على الركازة تضاف عادة أكاسيد النيكل أو الكوبالت، أما من أجل التلوين فعادة ما تستخدم أكاسيد الحديد والكروم والإسبينل.

## معرض الصور

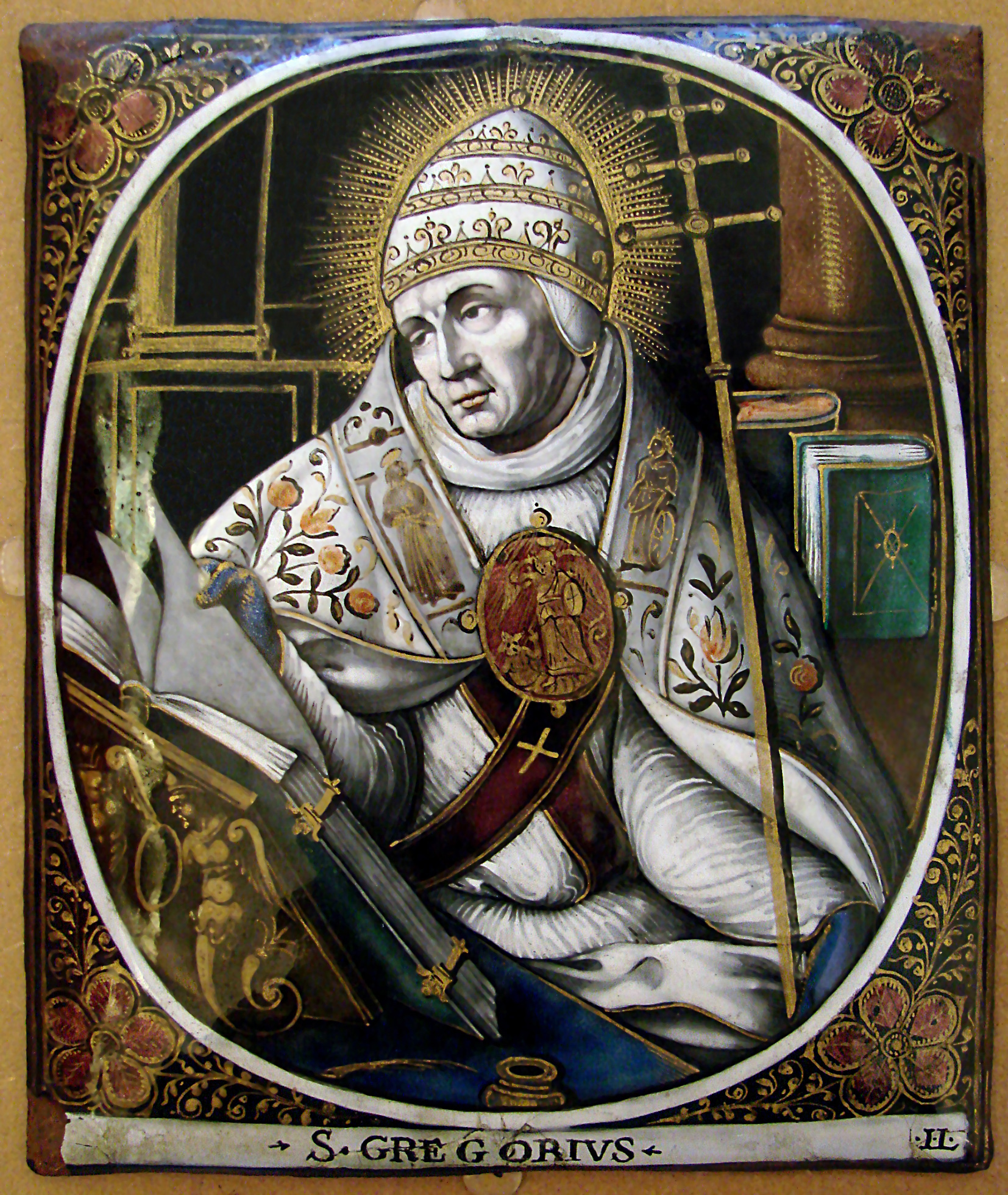
صورة غريغوري الأول
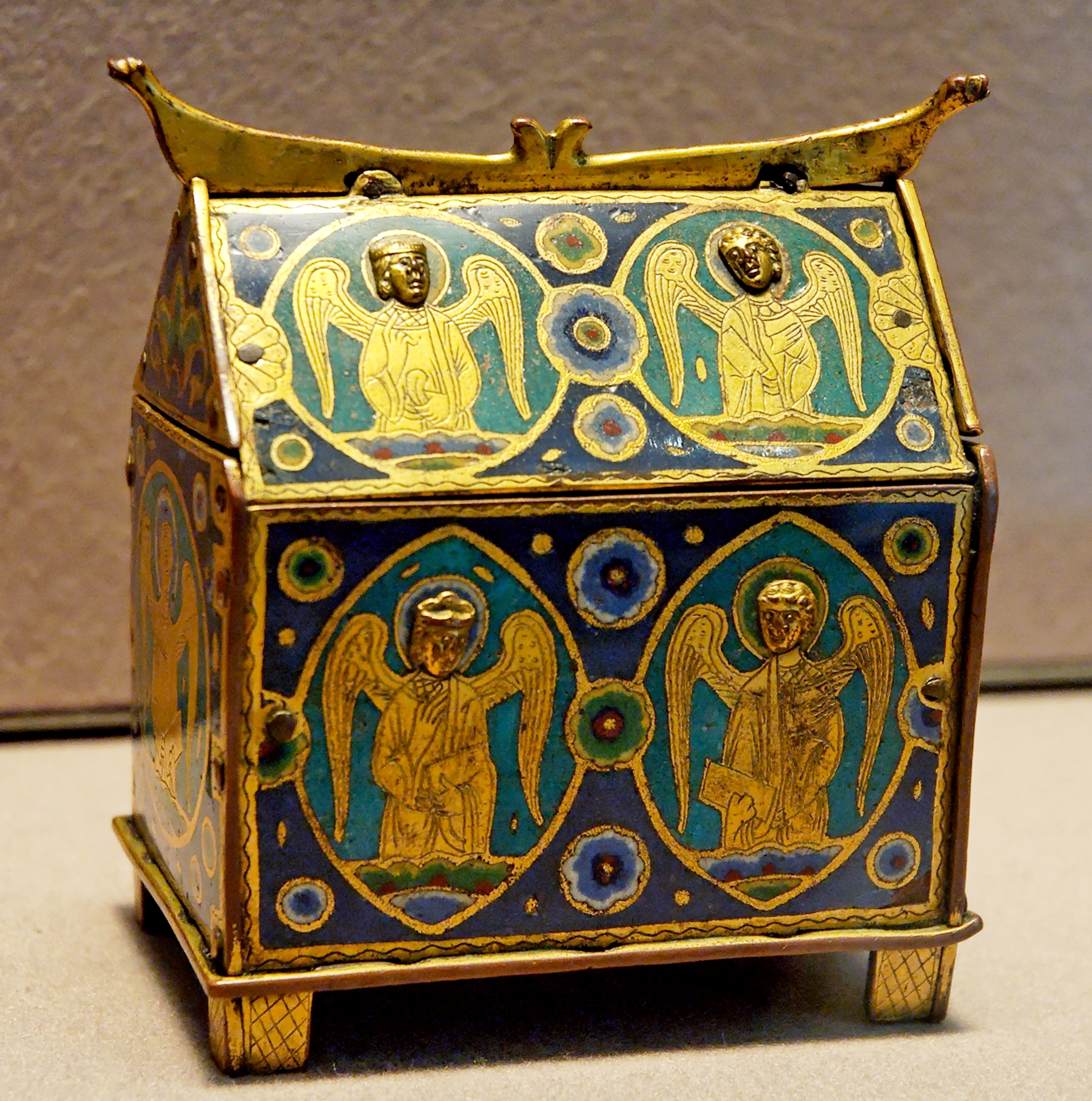
صندوق زيوت مزخرف بالمينا المزجج
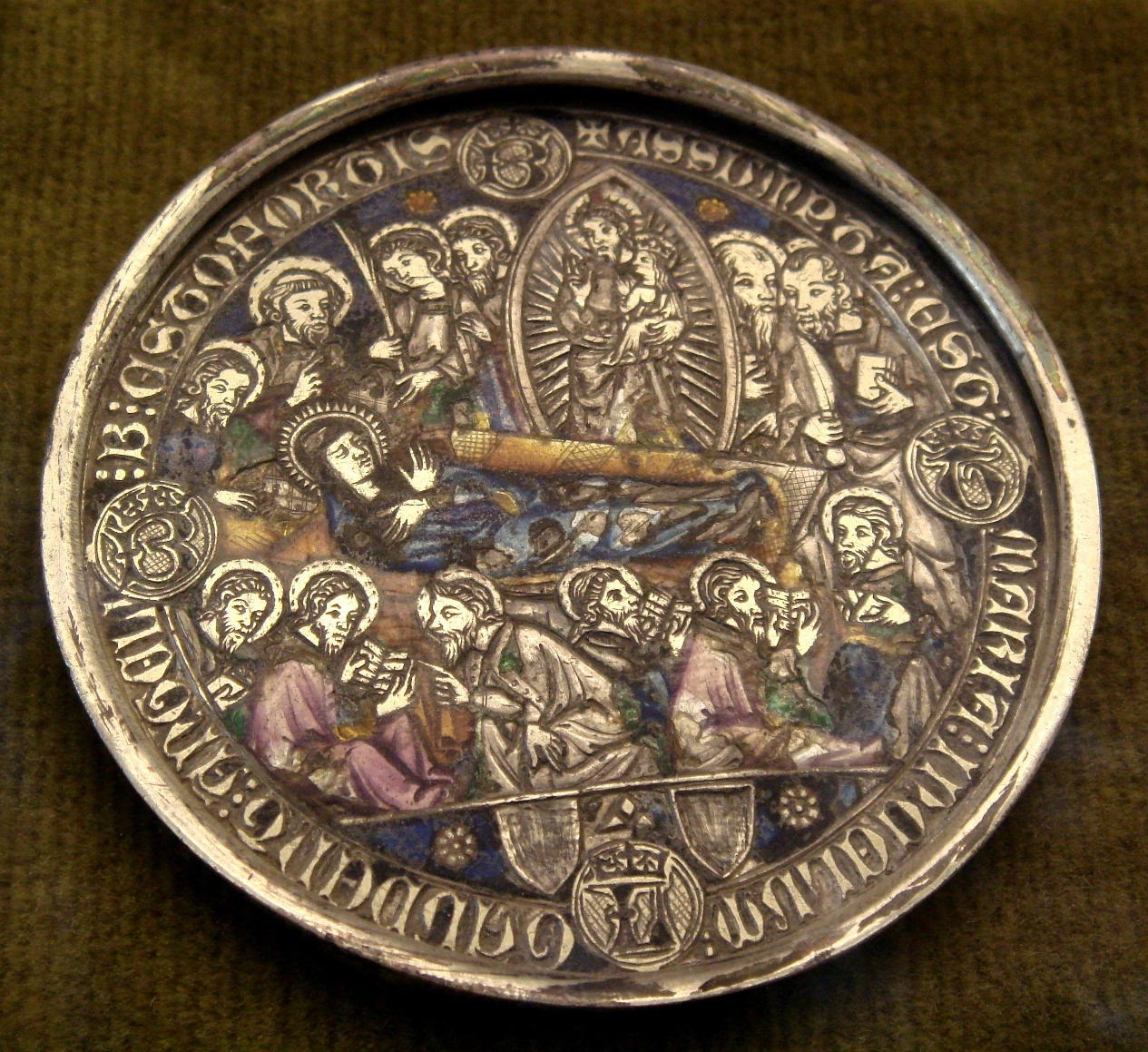
ميدالية موت العذراء